# 40. Jahrestag der DDR
Der  40. Jahrestag der DDR wurde am 7. Oktober 1989 in Ost-Berlin und vielen weiteren Orten mit Feierlichkeiten begangen. Er  endete in einigen Städten mit Massenprotesten.

## Übersicht

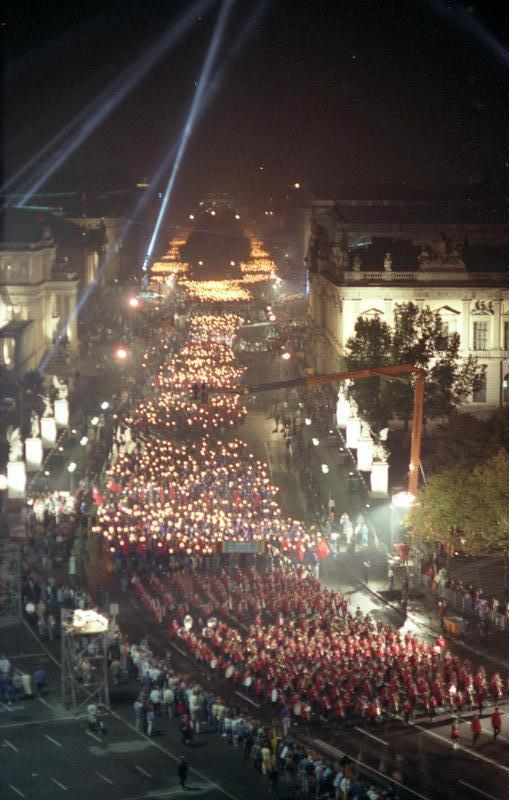
Fackelzug der FDJ zwischen Brandenburger Tor und Marx-Engels-Platz am Abend des 6. Oktober 1989

Zum 40. Tag der Republik gab es in Berlin verschiedene Höhepunkte, jeweils mit internationalen Ehrengästen.
- 4. Oktober abends ein  Großer Zapfenstreich der Nationalen Volksarmee (NVA) vor der Neuen Wache[1]
- 6. Oktober abends ein großer Fackelzug der Freien Deutschen Jugend (FDJ) mit angeblich 100.000 Teilnehmern zwischen Brandenburger Tor und Marx-Engels-Platz, auf der Ehrentribüne saßen Erich Honecker, Michail Gorbatschow und viele weitere Gäste
- 7. Oktober vormittags die alljährliche Ehrenparade der Nationalen Volksarmee auf der Karl-Marx-Allee zwischen Strausberger Platz und Alexanderplatz, mit vielen Ehrengästen auf der Ehrentribüne
- 7. Oktober nachmittags Volksfeste in vielen Städten und Dörfern der DDR
- 7. Oktober abends ein festlicher Empfang im Palast der Republik für ausgewählte internationale und nationale Gäste

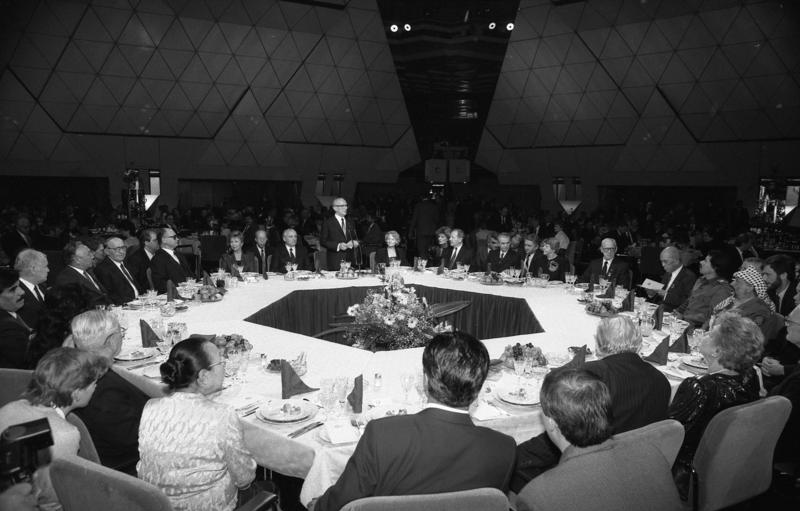
Festlicher Empfang am Abend des 7. Oktober 1989 im Palast der Republik

Beim Fackelzug und der Ehrenparade befanden sich Gorbatschow und der DDR-Staatsratsvorsitzende und SED-Generalsekretär Erich Honecker auf der Haupttribüne in Gesellschaft von Raissa Gorbatschowa, Willi Stoph, dem Ministerpräsidenten der DDR, und vielen weiteren hochrangigen Vertretern des Systems und Ehrengästen aus dem In- und Ausland.

## Ehrenparade der Nationalen Volksarmee

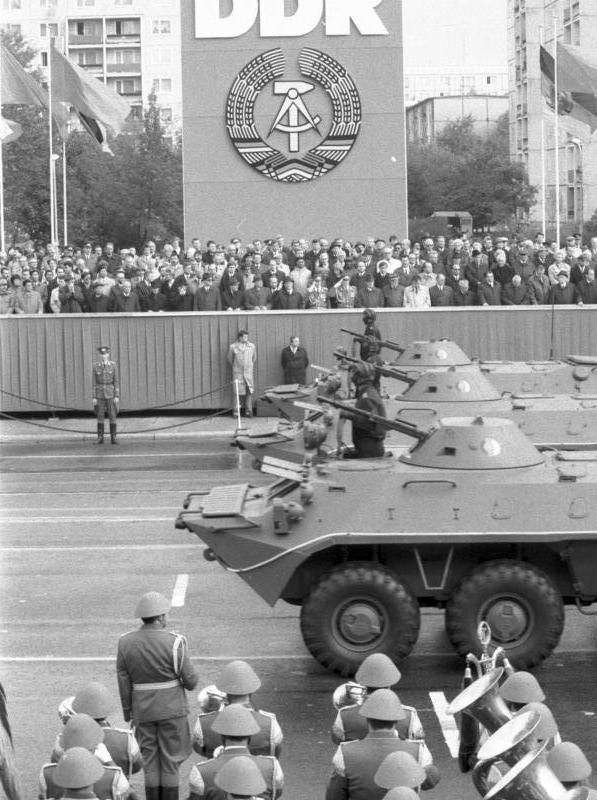
Schützenpanzerwagen 70 der NVA paradieren vor der Ehrentribüne

### Organisation
Die alljährliche Ehrenparade der Nationalen Volksarmee der DDR zum Tag der Republik wurde bis 1989 vom Chef der Landstreitkräfte der NVA, Generaloberst Horst Stechbarth, kommandiert. Die Direktübertragung der Parade im Fernsehen der DDR wurde 1989 von dem Reporter Bert Sprafke kommentiert. Paraden der Nationalen Volksarmee in Ost-Berlin fanden auch zum Tag der Nationalen Volksarmee (1. März) statt.

### Ehrentribüne

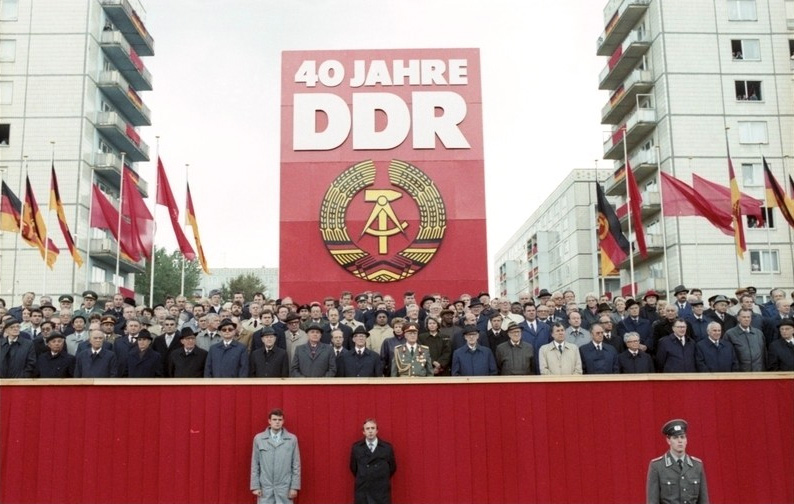
Ehrentribüne am 7. Oktober 1989 zwischen den Hochhäusern Karl-Marx-Allee Nr. 11 und Karl-Marx-Allee Nr. 19

Die auf die Fahrbahnen der Karl-Marx-Allee ausgerichtete Haupttribüne mit den staatlichen Ehrengästen befand sich auf der Nordseite der Karl-Marx-Allee, und zwar zwischen den in Plattenbauweise errichteten Hochhäusern Karl-Marx-Allee Nr. 11 und Karl-Marx-Allee Nr. 19 (ungefähre Position).
Hinter der Tribüne stand eine hohe rote Wand mit der in großen weißen Blockbuchstaben ausgeführten Schrift „40 Jahre DDR“, darunter war das Staatswappen der DDR zu sehen. Entlang der Karl-Marx-Allee unmittelbar gegenüber dieser Tribüne hatten die Militärkapellen Aufstellung genommen, welche für die musikalische Umrahmung der Ehrenparade zu sorgen hatten.

### Ehrengäste auf der TribüneÄmterbezeichnung am 7. Oktober 1989

#### 1. Reihe (v. l. n. r.)
- Yassir Arafat: Vorsitzender der PLO
- Daniel Ortega: Staatspräsident, Vorsitzender der FSLN (Nicaragua)
- 4 Personen
- Nicolae Ceaușescu: Präsident, Staatsratsvorsitzender, Generalsekretär des ZK der RKP (Rumänien)
- Todor Schiwkow: Generalsekretär der BKP (Bulgarien)
- Wojciech Jaruzelski: Staatspräsident, General (Polen)
- Miloš Jakeš: Generalsekretär der KPTsch (Tschechoslowakei)
- Michail Gorbatschow: Generalsekretär der KPdSU (Sowjetunion)
- Erich Honecker: Generalsekretär des ZK der SED und Vorsitzender des Staatsrats der DDR, (DDR)
- Heinz Keßler: Mitglied des Politbüros der SED, Minister für Verteidigung, Armeegeneral (DDR)
- Willi Stoph: Mitglied des Politbüros der SED,  Vorsitzender des Ministerrates, Armeegeneral (DDR)
- Horst Sindermann: Mitglied des Politbüros der SED, Volkskammerpräsident  (DDR)
- 1 Person
- Oskar Fischer: Außenminister der DDR
- Hermann Axen: Mitglied des Politbüros der SED  (DDR)
- Hans-Joachim Böhme: Mitglied des Politbüros der SED  (DDR)
- Horst Dohlus: Mitglied des Politbüros der SED  (DDR)
- Werner Eberlein: Mitglied des Politbüros der SED  (DDR)
- Kurt Hager: Mitglied des Politbüros der SED, Chefideologe der SED  (DDR)
- Joachim Herrmann: Mitglied des Politbüros der SED  (DDR)
- Werner Jarowinsky: Mitglied des Politbüros der SED  (DDR)
- Margot Honecker: Ministerin für Volksbildung, Ehefrau von Erich Honecker  (DDR)
- Günther Kleiber: Mitglied des Politbüros der SED  (DDR)
- Egon Krenz: Mitglied des Politbüros der SED  (DDR)
- Werner Krolikowski: Mitglied des Politbüros der SED  (DDR)
- Erich Mielke: Mitglied des Politbüros der SED, Minister für Staatssicherheit, Armeegeneral (DDR)
- Günter Mittag: Mitglied des Politbüros der SED  (DDR)
- 1 Person
- Siegfried Lorenz: Mitglied des Politbüros der SED  (DDR)
- 1 Person
- Günter Schabowski: Mitglied des Politbüros der SED  (DDR)
- Harry Tisch: Mitglied des Politbüros der SED, Vorsitzender des FDGB  (DDR)
- Gerald Götting: Vorsitzender der CDU (DDR)

(Quelle:)

#### 2. Reihe (v.l.n.r.)
- Mieczysław Rakowski: Erster Sekretär der  PZPR (Polen)
- 2 Freie Plätze
- Raissa Gorbatschowa: Ehefrau von Michail Gorbatschow (zwischen Keßler und Honecker)

### Ablauf, beteiligte Einheiten, Musikstücke
1. Glockenschläge vom Roten Rathaus um 10 Uhr.
2. Abspielen der nach sowjetischem Vorbild gestalteten Paradefanfare.[7]
3. Vorfahrt des Kommandierenden der Ehrenparade, Generaloberst Stechbarth, zum „Präsentiermarsch der NVA“[8] in einem GAZ-13 Tschaika.
4. Meldung Stechbarths an den ebenfalls zum Präsentiermarsch der NVA  in einem GAZ-13 Tschaika  vorgefahrenen Minister für Nationale Verteidigung, Armeegeneral Keßler.
5. Fahrt beider Generale in ihren Paradefahrzeugen zum Präsentiermarsch der NVA zu den angetretenen Truppenteilen.
6. Begrüßung der teilnehmenden Einheiten durch Minister Keßler, worauf diese jeweils mit einem schnellen „Hurra! Hurra! Hurra!“ antworteten:
  1. Gruß an die motorisierten Einheiten
  2. Gruß an die Angehörigen der Militärakademie „Friedrich Engels“
  3. Gruß an die Angehörigen der Offiziershochschulen „Ernst Thälmann“ und  „Franz Mehring“
  4. Gruß an die Angehörigen der Offiziershochschulen „Karl Liebknecht“ und  „Rosa Luxemburg“
7. Fahrt von Minister Keßler zur Haupttribüne mit den staatlichen Ehrengästen.
8. Meldung Keßlers an den Generalsekretär der SED und Staatsratsvorsitzenden der DDR, Erich Honecker. Keßler blieb anschließend zusammen mit Stechbarth neben Honecker auf der Tribüne.
9. Nationalhymne der DDR, Auferstanden aus Ruinen, gespielt von einem vereinigten Musikkorps des Zentralen Orchesters der NVA und der Grenztruppen der DDR.
10. Kommando zum Abmarsch durch den Kommandierenden der Ehrenparade, Generaloberst Stechbarth.
11. Vorbeimarsch von Einheiten zu Fuß zum „Parademarsch der NVA Nr. 1“[9]:
  1. Angehörige der Militärakademie „Friedrich Engels“
  2. Angehörige der Offiziershochschule „Ernst Thälmann“ (Landstreitkräfte)
  3. Angehörige der Offiziershochschule „Franz Mehring“ (Luftstreitkräfte)
  4. Angehörige der Offiziershochschule „Rosa Luxemburg“ (Grenztruppen)
  5. Angehörige der Offiziershochschule „Karl Liebknecht“ (Volksmarine)
12. Vorbeifahrt von motorisierten Einheiten:
  1. Angehörige des Luftsturmregiments 40 „Willi Sänger“ in leichten Luftlandefahrzeugen, zum als Marsch gespielten Kampflied „Dem Morgenrot entgegen“
  2. Angehörige des Aufklärungsbataillons AB-1 „Dr. Richard Sorge“ in Schützenpanzerwagen
  3. Angehörige des Mot.-Schützenregiments MSR-1 „Hans Beimler“ in Schützenpanzerwagen
  4. Angehörige der NVA mit Minenwerfern auf Lastkraftwagen
  5. Angehörige der NVA mit Raketenwerfern auf Lastkraftwagen
  6. Angehörige der NVA mit 152-mm-Kanonenhaubitzen mit Tatra-Lastkraftwagen als Zugmaschinen
  7. Angehörige der Grenztruppen mit Schützenpanzerwagen, zum als Marsch gespielten Kampflied „Es war in den Tagen des August“
  8. Angehörige der Grenztruppen mit Flugabwehrgeschützen auf Kettenfahrzeugen, zum „Marsch der Nationalen Volksarmee“
  9. Angehörige des Panzerregiments PR-23 „Julian Marchlewski“ in T-72-Panzern
  10. Angehörige der NVA mit Panzerjäger-Ausrüstung
  11. Angehörige der NVA mit schwimmfähigen  122-mm-Panzerhaubitzen, zum als Marsch gespielten Kampflied „Es war in den Tagen des August“
  12. Angehörige des Artillerieregiments AR-1 „Rudolf Gyptner“ mit 152-mm-Kanonenhaubitzen, zum „Marsch der Nationalen Volksarmee“
  13. Angehörige der NVA mit Luftabwehr-Radar auf Radpanzerwagen, zum „Sylvianer Marsch“[10]
  14. Angehörige der NVA mit 9K33-Osa-Waffensystemen auf Basisfahrzeugen des Typs  BAZ-5937
  15. Angehörige der NVA mit 2K12-Kub-Waffensystemen auf ZIL-131-Lastkraftwagen
  16. Angehörige des Fla-Raketenregiments 5 „Bernhard Bästlein“ mit 2K11-Krug-Waffensystemen
  17. Angehörige der NVA mit schweren Fliegerabwehrraketen mit Lastkraftwagen als Zugmaschinen, zum „Sylvianer Marsch“
  18. Angehörige der NVA mit leichten Fliegerabwehrraketen auf Lastkraftwagen
  19. Angehörige des Küstenraketenregiments 18 „Waldemar Verner“ mit mobilen Startrampen[11]
  20. Angehörige der NVA mit taktischen Raketen (u. a. 9K79 und 9K714) auf mobilen Startrampen
13. Vorbeimarsch des vereinigten Musikkorps des Zentralen Orchesters der NVA und der Grenztruppen der DDR an der Ehrentribüne, unter den Klängen des „Yorckschen Marsches“
14. Meldung von Minister Keßler an den Generalsekretär der SED und Staatsratsvorsitzenden der DDR, Erich Honecker.

### Letzte Ehrenparade der NVA
Die Militärparade am 7. Oktober 1989 war die letzte Ehrenparade der NVA anlässlich eines Jahrestages der DDR. Mit ihr endete in Deutschland die „große Zeit der Militärparaden“.

## Erinnerungen Gorbatschows

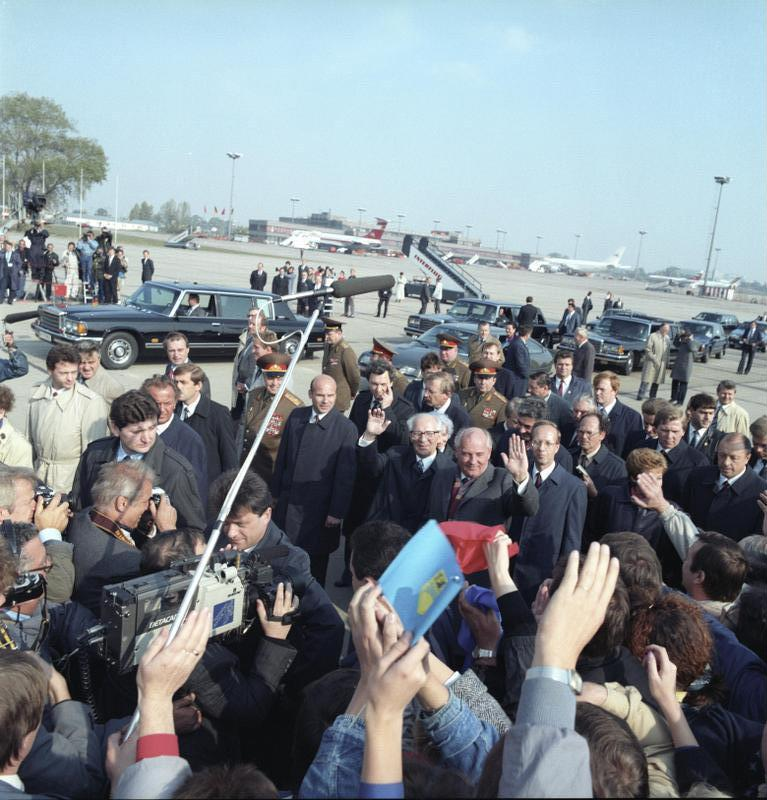
Ankunft Gorbatschows in Berlin am 6. Oktober 1989

Als besonderer Gast war der sowjetische Generalsekretär des ZK der KPdSU und Vorsitzende des Obersten Sowjets der UdSSR Michail Gorbatschow bei den Feierlichkeiten am 6. und 7. Oktober anwesend. In seinen Erinnerungen vermischten sich die Eindrücke vom großen Fackelzug der FDJ am Abend des 6. Oktober mit den Protesten vor dem Palast der Republik am Abend des 7. Oktober.

„Vor den Tribünen, auf denen die Führung der DDR und die ausländischen Gäste Platz genommen hatten, zogen Marschblöcke aus allen Bezirken der Republik vorbei. Ein beeindruckender Anblick: Orchester spielten auf, Trommelwirbel erklang, Scheinwerferlicht strahlte. Wenn die Fackeln aufflackerten, sah man – was vielleicht am eindrucksvollsten war – Tausende und Abertausende junger Gesichter. Man erzählte mir, daß die Teilnehmer an diesem Fackelzug sorgfältig ausgewählt worden waren und daß es sich vorwiegend um Aktivisten der Freien Deutschen Jugend, junge Mitglieder der SED und der ihr nahestehenden Parteien und gesellschaftlichen Organisationen handelte. [= 6. Oktober] 
Um so aufschlußreicher waren die Losungen und Sprechchöre in ihren Reihen: ‚Perestroika!‘, ‚Gorbatschow! Hilf!‘ Aufgeregt trat Mieczysław Rakowski an mich heran: ‚Michail Sergejewitsch, verstehen Sie, was für Losungen sie da schreien?‘ Dann dolmetschte er: ‚Sie fordern: ‹Gorbatschow, rette uns!› [= 7. Oktober]
Das ist doch das Aktiv der Partei! Das ist das Ende!‘ [= Vermischung]“

## Proteste
Die Veranstaltungen zum 40. Jahrestag der DDR fanden in einer Zeit von kleineren Veränderungen in einigen realsozialistischen Ländern statt, die in den Wochen zuvor rund 50.000 DDR-Bürgern die Flucht in den Westen ermöglicht hatten. Schon im Vorfeld war es zu Pannen gekommen: Absagen geladener Festgäste, Fernbleiben von für Ordensverleihungen Vorgesehenen, gestrichene Veranstaltungsvorhaben mancherorts. Die Feiern waren von Protesten begleitet. Mehr als 1000 Demonstranten wurden verhaftet.
Am Tag des Jubiläums wurde einigen westlichen Journalisten die Einreise verweigert. Da und dort hatten Gegenveranstaltungen Zulauf. In Friedensgebeten wurde auf den 40. Republikgeburtstag teilweise kritisch Bezug genommen.
Nur einen Monat später fiel die Berliner Mauer. DDR-Staatschef Erich Honecker trat nur kurz nach dem Republikgeburtstag zurück (am 18. Oktober 1989). Knapp ein Jahr nach dieser Parade feierte Deutschland seine Wiedervereinigung.